# Reichsfeinde
Die abwertende Bezeichnung Reichsfeinde wurde im Deutschen Kaiserreich benutzt, um politische Gegner zu markieren, aus der Gemeinschaft der Reichsangehörigen auszuschließen und ihre Bekämpfung zu rechtfertigen. Reichskanzler Otto von Bismarck bezeichnete mit dem Begriff vor allem Sozialdemokraten und Katholiken, doch wurden auch andere Gruppen mit diesem Schimpfwort abgewertet. In der Zeit des Nationalsozialismus spielte es in der Diskriminierung und Vernichtung von Juden und anderen sogenannten „Fremdvölkischen“ eine Rolle.

## Kaiserreich

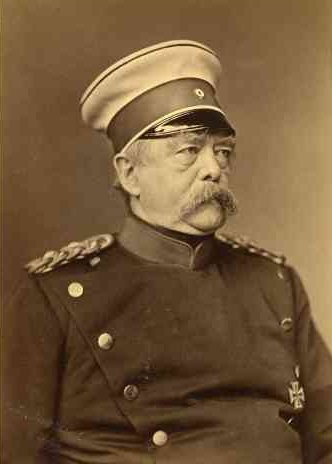
Reichskanzler Otto von Bismarck (1877)

Das Deutsche Reich war 1871 im Krieg gegen Frankreich gegründet worden, das damit in der Tradition der angeblichen deutsch-französischen Erbfeindschaft als äußerer Reichsfeind markiert war. Ihm wurden die inneren Reichsfeinde gegenübergestellt: Als solche galten alle Kräfte, die in den kleindeutsch-protestantischen Nationalstaat nicht hineinpassten oder hineinpassen wollten. Neben den Katholiken und der Arbeiterbewegung galt das für nationale Minderheiten wie Dänen, Polen oder Elsass-Lothringer, die bis 1890 stets Vertreter der Protestpartei in den Reichstag wählten, und die Anhänger der Welfen, die die Annexion des Königreichs Hannover durch Preußen ablehnten. Sehr bald wurde der Begriff auch auf die deutschen Juden ausgeweitet. Als angebliche Reichsfeinde wurden all diese Gruppen als undeutsch stigmatisiert: Ihnen wurde nationale Unzuverlässigkeit unterstellt; sie würden die Einheit der Nation unterminieren und sie dadurch schwächen. Damit war ein Großteil der Bevölkerung des Reiches aus der Staatsgemeinschaft ausgegrenzt, bei der Reichstagswahl 1881 erhielten die von Bismarck als „Reichsfeinde“ gebrandmarkten Parteien laut dem amerikanischen Historiker Otto Pflanze eine Zweidrittelmehrheit.
Im Mittelpunkt standen dabei einerseits der politische Katholizismus mit der Zentrumspartei und andererseits die Arbeiterbewegung, die 1875 aus dem reformistischen Allgemeinen Deutschen Arbeiterverein (ADAV) und der marxistischen Sozialdemokratischen Arbeiterpartei die Sozialistische Arbeiterpartei Deutschlands (SAP) bildete. Den Katholiken wurde unterstellt, sie seien nicht in erster Linie dem neugegründeten Reich gegenüber loyal, sondern dem Papst (Ultramontanismus). Den Sozialdemokraten wurde ihre internationalistische Ausrichtung vorgeworfen, aufgrund derer Karl Marx im Manifest der Kommunistischen Partei aus dem Jahr 1848 festgestellt hatte: „Die Arbeiter haben kein Vaterland.“ Deshalb wurden die Sozialdemokraten auch als „vaterlandslose Gesellen“ bezeichnet. Die führenden Sozialdemokraten August Bebel und Wilhelm Liebknecht wurden wegen ihrer entschiedenen Opposition gegen die Annexion von Elsass-Lothringen, die als Hochverrat gewertet wurde, 1872 zu zwei Jahren Festungshaft verurteilt. Bismarck erklärte am 24. April 1873 in einer Rede vor dem Preußischen Herrenhaus, der Staat sei „in seinen Fundamenten bedroht“ und deshalb „zur Notwehr gezwungen“, denn zwei Parteien würden „ihre Gegnerschaft gegen die nationale Entwicklung in internationaler Weise betätigen“.

„Gegen diese beiden Parteien müssen meines Erachtens alle diejenigen, denen die Kräftigung des staatlichen Elements, die Wehrhaftigkeit des Staates am Herzen liegen, gegen die, die ihn angreifen und bedrohen, zusammenstehen, und deshalb müssen sich alle Elemente zusammenscharen, die ein Interesse haben an der Erhaltung des Staats und an seiner Verteidigung.“

### Kulturkampf
Der erste „innere Kriegsschauplatz“ dieses Konfliktes war der Kulturkampf. Dies war eine Auseinandersetzung zwischen der katholischen Kirche und dem säkularen Staat, wie sie im 19. Jahrhundert in vielen Ländern Europas stattfand. Die Kirche setzte seit Mitte des Jahrhunderts in ihrer Auseinandersetzung mit Rationalisierung, Säkularisierung und anderen Aspekten der Modernisierung zunehmend auf einen monopolisierten Wahrheitsanspruch: Das Erste Vatikanische Konzil hatte 1870 die Päpstliche Unfehlbarkeit verkündet, wonach der Papst, wenn er ex cathedra sprach, unfehlbar war. Hiergegen erhoben die Liberalen wütende Proteste. Bismarck dagegen sorgte sich vor allem darum, dass die katholischen Priester die polnische Nationalbewegung in den Provinzen Posen und der Westpreußen fördern würden. Die preußische und bald auch die Reichsregierung erließen ab 1872 eine Vielzahl von Gesetzen und Verordnungen, mit denen die staatliche Schulaufsicht und die Zivilehe eingeführt, die kirchliche Verkündigung eingeschränkt (Kanzelparagraph), Ausweisungen von Geistlichen ermöglicht, der Jesuitenorden aufgehoben wurde u.v.a.m.
Der Kulturkampf begann im Sommer 1871 mit einer von Bismarck gesteuerten Pressekampagne in verschiedenen Zeitungen, angefangen mit der Kreuzzeitung. Ein katholischer Pfarrer klagte, ein Katholik müsse nun täglich lesen, „daß er ein Vaterlandsfeind, ein Römling und ein Dummkopf und daß seine Geistlichkeit der Abschaum der Menschheit sei“. Den Vorwurf der Reichsfeindlichkeit erhob Bismarck erstmals am 30. Januar 1872 in der Debatte des Preußischen Abgeordnetenhauses um die Einführung einer staatlichen Schulaufsicht: Hier griff er die Zentrumspartei frontal an: Die Bildung ihrer Fraktion im Reichstag habe er als „Mobilmachung einer Partei gegen den Staat“ verstehen müssen, denn sie habe auch Protestanten aufgenommen, „die nichts mit dieser Partei gemein hatten, als die Feindschaft gegen das Deutsche Reich und Preußen“; sie habe „Billigung und Anerkennung“ gefunden „bei allen den Parteien, die, sei es vom nationalen, sei es vom revolutionären Standpunkt aus, gegen den Staat feindlich gesinnt sind“. Das Parteiblatt Germania solidarisiere sich mit klerikalen Zeitungen Süddeutschlands, die er als „deutschfeindliche Franzosenpresse“, als „alte Rheinbundpresse unter katholischem Gewande“ abqualifizierte. Ähnlich polemisch äußerte sich die liberale Presse. Die Wochenschrift Das Neue Reich begrüßte 1875 die Aufhebung des Jesuitenordens: Es sei „in der That dringend Zeit, daß man gegen dieses Unwesen einschreite, wie gegen Rebläuse, Coloradokäfer und andere Reichsfeinde“.
Mitte der 1870er Jahre waren alle deutschen katholischen Bischöfe im Exil oder in Haft, doch die Macht des politischen Katholizismus war ungebrochen: Bei den Reichstagswahlen 1874 konnte das Zentrum seine Stimmen gegenüber 1871 verdoppeln. Ab 1880 ließ sich Bismarck von der Partei unterstützen, die Kulturkampfgesetze wurden abgemildert oder zurückgenommen. In Friedensgesetzen wurde der Konflikt 1886/87 beigelegt. Die kulturelle Kluft zwischen den Protestanten und der katholischen Minderheit aber blieb, der Historiker Heinrich August Winkler bilanziert: „Sie waren der […] Reichsfeindschaft geziehen worden, und sie konnten sich keiner Täuschung darüber hingeben, dass Vorurteile langlebiger sind als Paragraphen.“

### Sozialistengesetz
Ende der 1870er Jahre startete Bismarck den Kampf gegen die Sozialdemokraten, die ihm wegen ihres offenen Bekenntnisses zur proletarischen Revolution ein Dorn im Auge waren: Nachdem 1874 und 1875 Versuche gescheitert waren, die freie Meinungsäußerung der „roten Reichsfeinde“ durch ein neues Pressegesetz bzw. die Einführung des Straftatbestands „Aufreizung zum Klassenhaß“ zu beschränken, boten zwei Attentate auf Kaiser Wilhelm I. 1878 Gelegenheit, nach absichtsvoll herbeigeführten Neuwahlen das Sozialistengesetz durch den Reichstag zu bringen: Alle sozialdemokratischen, sozialistischen oder kommunistischen Vereinigungen, Versammlungen und Veröffentlichungen wurden verboten, Agitatoren konnten ausgewiesen, in „gefährdeten Bezirken“ der Kleine Belagerungszustand verhängt werden. Insgesamt 330 sozialdemokratische Vereine wurden verboten, etwa 1000 Druckschriften beschlagnahmt, 1500 Jahre Strafhaft verhängt. Einzig die sozialdemokratischen Reichstagsabgeordneten blieben aufgrund ihrer parlamentarischen Immunität weitgehend unbehelligt und konnten auch weiterhin gewählt werden. Bismarck rechtfertigte das Gesetz in schriller Rhetorik als „Notwehr“: Es gehe um die „Rettung der Gesellschaft vor Mördern und Mordbrennern, vor den Erlebnissen der Pariser Commune“. Tatsächlich hatte Bebel im Mai 1871 den Aufstand in Paris als bloßes „Vorpostengefecht“ bezeichnet, dem bald das gesamte europäische Proletariat folgen werde. Das Zentrum stimmte mit Bismarck zwar in dessen antisozialistischer Haltung überein, hatte aber Vorbehalte gegen das Gesetz, weil sein Gegenstand zu schwammig definiert sei. Der Reichstagsabgeordnete Peter Reichensperger verglich es am 16. September 1878 im Reichstag mit den Karlsbader Beschlüssen:

„Ich weiß wirklich nicht, wer noch nach Annahme des vorliegenden Gesetzes sich für geschützt erachten könnte […]. Je nachdem die Strömungen des Augenblicks laufen, je nachdem oppositionelle Stellungen hier und da platzgreifen, würde das Wort ‚Reichsfeinde‘, was ja auch schon so schrecklich grassirt und so viel Schaden herbeigeführt hat, auch hier platzgreifen.“

Drei Tage später nahm der Reichstag das Gesetz mit großer Mehrheit an. Doch auch dieser Kampf Bismarcks verfehlte sein Ziel: Die Sozialdemokraten gründeten Tarnorganisationen wie Gesangvereine oder Hilfskassen, sozialdemokratische Literatur wurde in der Schweiz gedruckt und ins Reich geschmuggelt, ab 1884 stiegen die Wahlergebnisse für die SAP, 1890 wurde sie gemessen an der Zahl der Stimmen mit 19,7 % stärkste Partei. Nach Bismarcks Entlassung wurde das fruchtlose Sozialistengesetz nicht mehr verlängert. Bismarcks Hass auf die SPD aber blieb. Noch 1893 erklärte er gegenüber einem amerikanischen Journalisten: „Sie sind die Ratten im Land und sollten vertilgt werden“. Wie groß die Ausgrenzung war, die Sozialdemokraten in der ganzen Zeit des Kaiserreichs erlebten, illustriert der Historiker Walter Mühlhausen an einem kurzen Gespräch, in dem Reichskanzler Theobald von Bethmann Hollweg den bereits todkranken August Bebel 1913 nach seiner Gesundheit fragte. Der SPD-Vorsitzende bemerkte anschließend, dies sei „das erste Mal, dass ein Mitglied der Regierung außerhalb der Verhandlungen ein Wort an mich richtete“.

### Polen
Auch die im Reich lebenden Polen galten als Reichsfeinde. Das hing eng mit dem Kulturkampf zusammen, der, wie Norman Davies schreibt, „aus jedem polnischen Katholiken im Handumdrehen einen potentiellen Rebellen“ machte. Die Polen, die das westliche Teilungsgebiet bewohnten, fanden sich 1871 als Bürger nicht mehr eines multiethnischen Preußen, sondern eines deutschen Nationalstaats wieder. Ihnen galt Bismarcks Misstrauen: Im August 1871 nannte er als Ziel seiner Politik „Kampf gegen die ultramontane Partei, insbesondere in den polnischen Gebieten“. Den Religionsunterricht, von dem er glaubte, die unterrichtenden katholischen Priester würden dort den polnischen Nationalismus fördern, wollte er gleich ganz abschaffen. 1872 verfügte der preußische Kultusminister Adalbert Falk, dass der Religionsunterricht an höheren Schulen in den östlichen Provinzen Preußens in deutscher Sprache zu erfolgen habe. Das hatte sowohl eine antikatholische als auch eine antipolnische Tendenz. Die Diskriminierungen setzten sich bis ans Ende des Kaiserreichs fort: Ab 1886 wurden Zehntausende Polen mit unklarer, mit russischer oder österreichischer Staatsangehörigkeit ausgewiesen, selbst wenn ihre Familien seit Generationen am Ort gelebt hatten. Die 1886 gegründete Preußische Ansiedlungskommission sollte den deutschen Bevölkerungsteil in den Provinzen Westpreußen und Posen erhöhen; 1907 beschloss der Reichstag ein Gesetz, das die Enteignung polnischer Grundbesitzer ermöglichte, der Sprachenstreit eskalierte 1901 im Wreschener Schulstreik. Die von der preußischen Regierung getroffenen Maßnahmen verstießen gegen die preußische Verfassung von 1850, die in Artikel 4 die Rechtsgleichheit aller Staatsbürger garantierte. Großen Erfolg hatten all diese Bemühungen um eine Germanisierung Ostdeutschlands nicht. Laut Hans-Ulrich Wehler gewöhnten sie aber das deutsche Bürgertum daran, dass es auch Bürger zweiter Klasse gab: Insofern lasse sich „in der Tat von Bismarcks ‚Reichsfeinden‘ bis zur ‚Reichskristallnacht‘ eine Verbindungslinie ziehen“.

### Eine „Association von Reichsfeinden“
Von seiner konservativen Wende 1878 an rechnete Bismarck eine weitere Gruppe unter die Reichsfeinde: die Linksliberalen von der Deutschen Fortschrittspartei (ab 1884 Deutsche Freisinnige Partei), die die Kulturkampfgesetze zwar mitgetragen hatten, das Sozialistengesetz aber ablehnten. Sie waren in seinen Augen „Krypto-Republikaner“ und Nihilisten und hatten ein „Fortschrittsbrett vor dem Kopf“. Da viele Juden linksliberal wählten, hatte diese Polemik durchaus auch einen antisemitischen Aspekt.
Ab den 1880er Jahren zeichnete Bismarck ein Zusammenwirken aller angeblichen Reichsfeinde: Dem Zentrumspolitiker Ludwig Windthorst warf er 1881 vor, er stehe auch für Sozialdemokraten, Welfen sowie die polnischen und die elsass-lothringischen Parteien. Auch behauptete er, das scharfe Vorgehen gegen den Katholizismus sei notwendig gewesen, weil dieser in der polnischen Bevölkerung „mit national-revolutionären Bestrebungen sozusagen chemisch verbunden“ sei. 1885 prognostizierte er, die Jesuiten würden schließlich die Führung der Sozialdemokratie übernehmen. Später weitete er den Kreis der angeblichen Reichsfeinde noch aus und entfaltete dabei im Zusammenhang mit der Affäre um den Hamburger Publizisten Friedrich Heinrich Geffcken ein regelrechtes „Verschwörungsszenario“: Am 3. Oktober 1888 wünschte er eine Presseberichterstattung in dem Sinne, dass dieser als „Welfischer Particularist“ „zu der Association von Reichsfeinden“ gehöre, zu der er neben Katholiken und nationalen Minderheiten auch Freisinnige und Sozialdemokraten rechnete: „Die Aufgabe dieser Leute ist immer gewesen, das Bestehende zu zerstören. Sie richten ihre Bestrebungen gegen das evangelische preußische Kaiserthum.“ Leute wie Geffcken hätten sich seinerzeit für eine Besetzung deutschen Gebiets durch französische Truppen ausgesprochen: „Alle Reichsfreunde müssen sich daher gegen diese Leute verbinden.“
Völlig ernst zu nehmen waren Bismarcks Beschwörungen einer Bedrohung durch die angeblichen Reichsfeinde indes nicht: Dass etwa die Sozialdemokraten seiner Regierung gefährlich werden könnten, bezweifelte er, allein schon weil er ihre Ziele für utopisch hielt; die Sozialdemokraten seien daher „besser“ als die Liberalen der Fortschrittspartei. Nach Bismarcks Entlassung ließen die Polemiken gegen katholische und sozialdemokratische Reichsfeinde nach. Einen Endpunkt dieses Diskurses markierte Kaiser Wilhelm II. in seiner Reichstagsrede vom 4. August 1914, in der er zu Beginn des Ersten Weltkriegs erklärte, er kenne keine Parteien mehr, er kenne „nur noch Deutsche“. Dies wurde als Angebot an die vormaligen „Reichsfeinde“ verstanden, sie künftig stärker an den politischen Entscheidungsprozessen partizipieren zu lassen.

### Deutung
Die Funktion des bismarckschen Redens über angebliche Reichsfeinde wird in der Fachliteratur unterschiedlich gedeutet. Hans-Ulrich Wehler analysiert Bismarcks Attacken auf die Reichsfeinde als „negative Integration“, eine Herrschaftstechnik, mit der er Konflikte zwischen der „in-group“ der reichstreuen Mehrheit und der „out-group“ der angeblich reichsfeindlichen Minderheiten stilisierte, die gefährlich erscheinen mussten, ohne aber das Gesamtsystem wirklich zu bedrohen. Durch Feindschaft gegen diese gemeinsamen Gegner seien die Koalitionen der Reichsfreunde zusammengehalten worden. Dadurch sei es Bismarck möglich gewesen, eine „bonapartistische Halbdiktatur“ mit sich selbst an der Spitze aufrechtzuerhalten. Somit habe er die innere Homogenität des jungen deutschen Staates erzwingen und sich selbst als Retter vor dem sinistren Ultramontanismus und dem sozialistischen Umsturz darstellen können, um die eigene Sonderstellung als charismatischer Herrscher zu festigen. Gleichzeitig verletzte laut Wehler die Ausgrenzung der Reichsfeinde die ansonsten viel beschworene Einheit der Nation: „Fast schien nurmehr der dogmatisch protestantische, Ultramontane und Sozis fressende Bildungs- und Besitzbürger der einzig zulässige Typus des nationalgesinnten Deutschen zu sein.“
Die Sprachwissenschaftlerin Szilvia Odenwald-Varga argumentiert, dass die Beschwörungen von angeblichen Gefahren durch innere und äußere Reichsfeinde der „Integration des Staatskollektivs“ dienten: In wechselnden Koalitionen habe Bismarck mal mit den Konservativen, dann wieder mit den Liberalen zusammengearbeitet, in den 1860er Jahren sogar eine Annäherung an Ferdinand Lassalle vom ADAV versucht. Er habe die „Reichsfeinde“ bekämpft und „dann wieder diese oder zumindest ihr Klientel bzw. Teile davon für sich zu gewinnen“ gesucht. Laut dem Historiker Dieter Langewiesche ging es dabei um die Ausbildung einer nationalen Identität: Durch die Markierung von Feinden habe man das Selbstbild festigen können. Die Integrationskraft des Nationalismus sei bald stark genug gewesen, sodass viele binnennationale Differenzen hätten abgebaut werden können.

Der amerikanische Bismarck-Biograph Otto Pflanze hält die Taktik, durch Angriffe auf Ultramontane und Sozialisten einen nationalen Konsens zu schaffen, für kontraproduktiv: Bismarck habe die Kraft dynastischer Loyalität und deutschen Patriotismus überschätzt. Unterschätzt habe er dagegen das Ausmaß der Entfremdung, die diejenigen empfanden, die er attackierte, die moralische Kraft religiöser und sozialer Ideale und die Stärkung des Widerstandswillens, die die Verfolgung bei den Betroffenen bewirkte. Die scharfen Worte, die er immer wieder fand, deutet Pflanze als „narzißtische Wut“: 

„Wer sich ihm, aus welchen Gründen auch immer, im Parlament oder bei Hof, in den Weg stellte, wurde alsbald als Reichsfeind abgestempelt. Unterstützung wurde mit Patriotismus, Opposition mit Verrat gleichgesetzt.“

Der amerikanische Historiker Jonathan Steinberg deutet Bismarcks Willen zur Zerstörung von „Reichsfeinden“ dagegen tiefenpsychologisch als Ergebnis fehlender Mutterliebe in der Kindheit.

### Antisemitismus
Die Ausgrenzung von Katholiken und Sozialdemokraten als Reichsfeinden ging ab 1890 zurück. Ethnisch definierte Gruppen, namentlich die Juden, wurden aber weiterhin als solche stigmatisiert. So hatte ein Autor der katholischen Germania bereits während des Berliner Antisemitismusstreits 1879 behauptet, im Kulturkampf hätte „Niemand eifriger und unverschämter mit den Titulaturen ‚Reichsfeind‘ und ‚Staatsfeind‘ herumgeworfen, als viele Juden“. Diese seien aber „nach Eigenschaften des Geistes und Charakters und der Sitte heute noch eine eigene Race […], deren Assimilirung bis jetzt nicht gelungen ist, vielleicht niemals gelingt“. Der aufkommende Antisemitismus verstand das Deutsche Reich als Volksnation, als rassische Einheit, zu der Juden nicht gehören würden. Zudem wurden ihnen, ähnlich wie es Bismarck mit Sozialdemokraten und Katholiken gemacht hatte, konkurrierende Loyalitäten unterstellt, sei es religiös zum auserwählten Volk, sei es zum internationalen Kapital, das angeblich jüdisch dominiert war. Der jüdische Industrielle und Politiker Walther Rathenau beklagte sich 1911, dass man bis zum Beweis des Gegenteils selbstverständlich an die Loyalität aller nationalen Minderheiten glaube; dagegen würden „die Juden ohne eine Spur eines Anhalts des Antinationalismus“ beschuldigt und hätten sich zu rechtfertigen: 

„Der Jude soll durch Taufe den Nachweis der Loslösung erbringen; – Loslösung wovon? Von seiner Familie? Seiner Religion? Nein: von seiner Nation. Wo liegt die? […] Was würden wohl die deutschen Katholiken antworten, wenn man von ihnen verlangte, sie möchten durch Übertritt zur evangelischen Kirche den Nachweis ihrer Loslösung von ausländischen Religionsorganisationen erbringen?“

Mehrere Antisemiten knüpften an den bismarckschen Diskurs an und nahmen eine „Trias der ‚Reichsfeinde‘“ an, die aus Sozialdemokraten, Katholiken und Juden bestehe. Der nationalistische Alldeutsche Verband warnte unermüdlich vor der angeblich existenziellen Gefahr durch innere Reichsfeinde (Sozialdemokraten, Juden, Katholiken und Vertreter nationaler Minderheiten) und äußere Bedrohungen (Großbritannien, Frankreich, Russland): „Feinde ringsum!“ Bei diesen Angstvorstellungen beriefen sich die Alldeutschen immer wieder auf Bismarck.
Dabei hatte Bismarck die Juden in Wahrheit nicht als Reichsfeinde bezeichnet, was der Publizist Otto Glagau in seiner Schrift Des Reiches Noth und der neue Culturkampf 1879 zu korrigieren versuchte: Protestanten und Katholiken sollten sich versöhnen und gegen die Juden als die „wahren ‚Reichsfeinde‘“ kämpfen. Der antisemitische Publizist Max Bewer kritisierte nach Bismarcks Entlassung öffentlich Kaiser Wilhelm II. und den neuen Reichskanzler Leo von Caprivi, weil sie den „inneren Reichsfeinden“, insbesondere den Juden, in die Hände spielen würden. Zwar stießen die Antisemiten auf entschiedenen Widerstand in der bürgerlichen Öffentlichkeit, ihre Parteien erhielten deshalb während des Kaiserreichs höchstens 350.000 Wählerstimmen. Das antisemitische Exklusionsdenken griff aber immer weiter in konservativ-liberalen Kreisen um sich, ohne dass es laut geäußert wurde.

## Weimarer Republik
Nach der Niederlage im Ersten Weltkrieg und der Novemberrevolution wurden die vormaligen Reichsfeinde die staatstragenden Parteien der Weimarer Republik. SPD, Zentrum und die linksliberale DDP bildeten die Weimarer Koalition der verfassungstreuen Parteien. Just dies wurde ihnen, oft in antisemitischer Aufladung, vorgeworfen. Die „Reichsfeinde“ wurden in der Dolchstoßlegende für die Kriegsniederlage verantwortlich gemacht – ein Topos der republikfeindlichen Agitation von rechts.
Ansonsten spielte das Schlagwort nur noch gegen Ende der Republik eine Rolle, als Reichspräsident Paul von Hindenburg es Reichskanzler Heinrich Brüning übelnahm, dass der im April 1932 seine Wiederwahl nur mit den Stimmen von SPD und Zentrum hatte ermöglichen können, also den ehemaligen Reichsfeinden Bismarcks. Kurz darauf ließ er Brüning fallen, die Monate der reinen Präsidialkabinette begann. Dass das Zentrum am 24. März 1933 dem Ermächtigungsgesetz der Nationalsozialisten zustimmte, erklärte der Historiker Konrad Repgen als späte Nachwirkung des Kulturkampfs: „Das alte Stigma des ‚Reichsfeindes‘, des Bürgers zweiter Klasse, hatte im Stillen weitergewirkt. Man wollte nicht mehr aus der nationalen Gesellschaft ausgeschlossen sein; man wollte – endlich – dazugehören.“

## Zeit des Nationalsozialismus
Das NS-Regime benutzte zu Beginn seiner Herrschaft bis zum Kriegsbeginn das Begriffspaar „Volks- und Staatsfeinde“, um Kommunisten, Sozialdemokraten, Anhänger der Arbeiterbewegung, politische Widerstandskämpfer, politisierende Geistliche, Freimaurer und Juden sowie Sinti und Roma zu markieren, auszugrenzen und zu verfolgen. Erst mit dem Erlass des Führers und Reichskanzlers über die Verwertung des eingezogenen Vermögens von Reichsfeinden vom 29. Mai 1941, der das zuvor von Ländern und Gauen abgeschöpfte Vermögen ausschließlich dem Reich zuschlug, wurde die Bezeichnung „Reichsfeinde“ gewählt. Hans Pfundtner, der Staatssekretär im Reichsinnenministerium, argumentierte: „Wer sich heute volks- oder staatsfeindlich betätigt, vergeht sich nicht gegen die Länder, sondern gegen Volk und Reich.“ „Volks- und Staatsfeinde“ waren nun zugleich „Reichsfeinde“; beide Begriffe wurden fortan synonym oder aneinanderreihend benutzt.
Anders als Bismarck definierten die Nationalsozialisten Reichsfeinde nicht nur als echte oder vermeintliche Gegner der eigenen Politik, sondern benutzten rassisch-völkische Kriterien. Reinhard Heydrich, der Leiter des Reichssicherheitshauptamts, bestimmte am Vorabend des deutschen Überfalls auf Polen 1939 als Aufgabe der Einsatzgruppen der Sicherheitspolizei und des SD, die hinter der Wehrmacht vorrücken sollten, die „Bekämpfung aller reichs- und deutschfeindlichen Elemente in Feindesland rückwärts der fechtenden Truppe“. Vor dem Balkanfeldzug präzisierte er dann, unter Reichsfeinden seien Juden und Kommunisten zu verstehen. Am 2. Juli 1940 legte er in einem Aktenvermerk fest, nach dem Überfall auf die Sowjetunion sollten die Einsatzgruppen „heftige Schläge gegen die reichsfeindlichen Elemente in der Welt aus dem Lager von Emigration, Freimaurerei, Judentum und politisch-kirchlichem Gegnertum sowie der 2. und 3. Internationale“ durchführen. In mündlichen Weisungen an die Einsatzgruppen wurde das Wort liquidieren benutzt. Es ging also darum, die Betroffenen zu töten. Die Zahl der Menschen, die die Einsatzgruppen auf dem Gebiet der Sowjetunion umbrachten, wird auf eine halbe Million geschätzt. Etwa genauso groß war die Zahl der deutschen Juden, die nach ihrer Deportation in den Ghettos oder Vernichtungslagern umkamen. Ihr Vermögen fiel laut dem Erlaß des Führers und Reichskanzlers über die Verwertung des eingezogenen Vermögens von Reichsfeinden vom 29. Mai 1941 an das Reich.